# Capnocytophaga
Capnocytophaga (Brenner et al. 1990) è un genere di batteri Gram-negativi. Normalmente presenti nel tratto orofaringeo dei mammiferi, sono coinvolti nella patogenesi di alcune ferite da morso di animali e malattie parodontali.

## Tassonomia
Il termine Capnocytophaga deriva da "capno-" per la sua dipendenza da CO2 e "cytophaga" per la sua flessibilità e agilità nello spostamento (motilità di scorrimento). Appartiene alla famiglia delle Flavobacteriaceae, ordine Flavobacteriales. Questo genere comprende otto specie diverse: C. ochracea, C. gingivalis, C. granulosa, C. haemolytica, C. sputigena, C. leadbetteri (isolate nella cavità orale dell'uomo), C. canimorsus e C. cynodegmi (isolate nella cavità orale degli animali). Sono stati descritti anche molti ceppi la cui classificazione rimane incerta.

### Isolamento e identificazione batteriologica
Capnocytophaga spp. sono bacilli Gram-negativi fusiformi e fanno parte della flora commensale orale. L'osservazione microscopica ha rivelato un alto grado di polimorfismo, con una variazione nelle dimensioni e nell'aspetto a seconda del ceppo e delle condizioni di coltura. Questo polimorfismo si riflette anche nell'osservazione di colonie (colonie pigmentate di arancio, diffusione su agar, ecc.). Capnocytophaga spp. sono batteri capnofili; possono vivere solo in ambienti dove la concentrazione di anidride carbonica è maggiore di quella comune dell'atmosfera (almeno 5% di CO2). Possono anche crescere in ambiente anaerobico. Per la crescita in vitro richiedono terreni arricchiti, tipo agar sangue, incubati a 37 °C. L'isolamento di ceppi di Capnocytophaga da campioni polimicrobici è anche possibile su terreni selettivi contenenti antibiotici..
L'identificazione viene effettuata attraverso vari test biochimici, utilizzati per l'identificazione di specie batteriche Gram-negative, e la rapida determinazione delle reazioni enzimatiche. La diagnosi è ritardata a causa della crescita lenta e difficile di Capnocytophaga (da 48 a 72 ore). Le tecniche molecolari (16S rDNA PCR e sequenziamento) e la spettrometria di massa sembrano metodi promettenti per un'identificazione affidabile per il genere. L'identificazione a livello di specie rimane difficile quando viene utilizzato un unico metodo.

## Patogenicità
Capnocytophaga è un genere commensale considerato un patogeno opportunista. Questi batteri sono coinvolti in diversi tipi di infezioni, la cui gravità dipende dallo stato immunitario del paziente. In letteratura sono stati riportati casi in pazienti immunocompromessi e immunocompetenti. Nei pazienti immunocompetenti, questi batteri appartengono alla comunità batterica orale responsabile delle infezioni parodontali che colpiscono e distruggono i tessuti di supporto dei denti (tessuto parodontale). I ceppi di Capnocytophaga sono spesso isolati dalle tasche parodontali, ma anche dagli ascessi apicali e parodontali, in associazione con altre specie parodontali batteriche. Questa condizione aumenta la perdita di osso alveolare, la perdita dell'attacco dentale alla struttura ossea, la mobilità dei denti e infine la perdita dei denti. Può causare altre malattie ampiamente riportate in letteratura, come batteriemia (potenzialmente complicata da shock settico), infezioni del sistema muscolo-scheletrico (osteomielite, artrite), polmonare (empiema, ascesso polmonare), digestivo (peritonite), materno-fetale (ascesso ovarico, corioamniosite), occhio (congiuntivite), cuore (endocardite) o cervello (meningite). La capnocytophaga è clinicamente importante in oncologia ed ematologia pediatrica, soprattutto quando i pazienti sono in aplasia. C. canimorsus e C. cynodegmi sono comunemente trasmessi da morsi di cane e noti per causare sepsi, potenzialmente complicata da porpora trombotica trombocitopenica e sindrome emolitica uremica, in pazienti immunocompromessi.

## Resistenza agli antibiotici
Capnocytophaga spp. sono generalmente suscettibili agli antibiotici, ma la comparsa di ceppi beta-lattamici resistenti è stata osservata già nel 1980. I geni per la resistenza agli antibiotici si sono gradualmente diffusi tra le altre specie batteriche patogene mediante trasferimento genico orizzontale. La suscettibilità a vari antibiotici beta-lattamici è stata descritta come variabile a seconda del ceppo di Capnocytophaga interessato. Questa resistenza è spesso collegata alla produzione di beta-lattamasi. La maggior parte delle beta-lattamasi identificate in Bacteroides, Prevotella e Capnocytophaga appartengono alla Ambler classe A. Diverse beta-lattamasi codificate dal cromosoma o da un plasmide e associate a elementi genetici mobili sono state descritte in Capnocytophaga spp. I più comuni sono: CfxA, CfxA2, CepA, CblA e/o CSP-1.

### Ilgruppo CfxAdelle beta-lattamasi
Capnocytophaga spp. può essere resistente alle cefalosporine di terza generazione, ma rimane sensibile a imipenem, cefoxitina e amoxicillina combinate con acido clavulanico. Sebbene i ceppi resistenti siano più frequentemente isolati nel cavo orale, la loro prevalenza è preoccupante. Le beta-lattamasi ad ampio spettro CfxA (CfxA, CfxA2 e CfxA3) appartengono al gruppo 2e della classificazione Bush. Questa classe include enzimi beta-lattamasi con attività significativa contro cefalosporine e monobattamici, piuttosto che penicilline. A seguito della caratterizzazione della beta-lattamasi CfxA in B. vulgatus e della beta-lattamasi CfxA2 in Prevotella intermedia (nucleotide GenBank con numero di accesso AF118110), è stato caratterizzato un nuovo gruppo 2e della classificazione Bush denominato CfxA3 (nucleotide GenBank con numero di accesso AF472622) in C. ochracea E201. Il gene cfxA3 ha un'identità del 99% con cfxA di Bacteroides vulgatus e cfxA2 di P. intermedia. L'analisi della sequenza nucleotidica di 966 bp ha mostrato che il gene che codifica per la beta-lattamasi CfxA3 in C. ochracea E201 differisce dal gene cfxA di B. vulgatus per la sostituzione di due amminoacidi (K272E e Y239D) e dal gene cfxA2 di P. intermedia per una sostituzione di un amminoacido (Y239D). CfxA3 era diverso da CfxA2 a causa di un acido aspartico al posto della tirosina (in posizione 239) e da CfxA a causa di un acido glutammico invece di una lisina (in posizione 272).

### La beta-lattamasi CSP-1
Nel 2005 Handal et al. (2005b) hanno identificato una nuova beta-lattamasi di classe A di Ambler chiamata CSP-1 da un ceppo NOR C. sputigena, resistente all'amoxicillina e alle cefalosporine di prima e seconda generazione. La nuova beta-lattamasi aveva il 32% di omologia con CfxA, il 41% con CblA e il 38% con CepA. CSP-1 è codificato dal gene blaCSP-1 (sequenza nucleotidica GenBank con numero di accesso GQ217533). Il contenuto di GC (38%) di questo gene, il suo ambiente genetico, la mancanza di trasferimento coniugale e la sua rilevazione in due ceppi di riferimento suggeriscono che si tratti di un gene di resistenza intrinseca situato sul cromosoma.

### Le beta-lattamasi CepA/CblA
CepA (Chromosomal cephalosporinase from Bacteroides fragilis appartenente alla classe Ambler A) è una cefalosporinasi A endogena descritta in Bacteroides fragilis. Questa beta-lattamasi è onnipresente, ma spesso inattiva. CepA è codificato dal gene cepA, più frequentemente trasferito verticalmente. La CblA (Chromosomal beta-lactamase from Bacteroides uniformis appartenente alla Ambler classe A) è una specifica cefalosporinasi endogena descritta in B. uniformis, sensibile all'acido clavulanico. L'omologia è del 43% tra le sequenze proteiche CepA e CblA e del 51% tra le sequenze nucleotidiche. Un confronto con l'allineamento della sequenza proteica di cepA con altre beta-lattamasi rivela la conservazione di almeno quattro elementi comuni di Ambler classe A.

## Altre resistenze acquisite
Secondo gli studi, sono state riportate diverse sensibilità per macrolidi, rifampicina, chinoloni, metronidazolo, vancomicina e aminoglicosidi, ma il meccanismo coinvolto non è descritto con precisione.

## Trattamento delle infezioni
L'elevata frequenza di ceppi che producono beta-lattamasi limita l'uso di antibiotici beta-lattamici singoli come trattamento di prima linea, il che è alla base della necessità di testare la suscettibilità in vitro degli isolati clinici. Sono stati utilizzati molti trattamenti antimicrobici nonostante la mancanza di studi randomizzati e linee guida relative alla durata del trattamento in base ai siti infetti. L'imipenem/cilastatina, la clindamicina o le combinazioni contenenti un inibitore delle beta-lattamasi (cioè Augmentin, Unasyn) sono sempre efficaci e se ne può consigliare l'uso. Per Capnocytophaga canimorsus, il farmaco di prima scelta è la penicillina G, somministrata con o senza un inibitore delle beta-lattamasi a seconda della resistenza.